# Victoria Park (North Vancouver)
Pour les articles homonymes, voir Parc Victoria.
Victoria Park est un parc public situé à North Vancouver, en Colombie-Britannique, au Canada.
Il est l'un des parcs du « Collier Vert » (en anglais : Green Necklace) de la ville.
Victoria Park a été désigné au répertoire du patrimoine communautaire de la ville de North Vancouver le 10 juillet 1995.

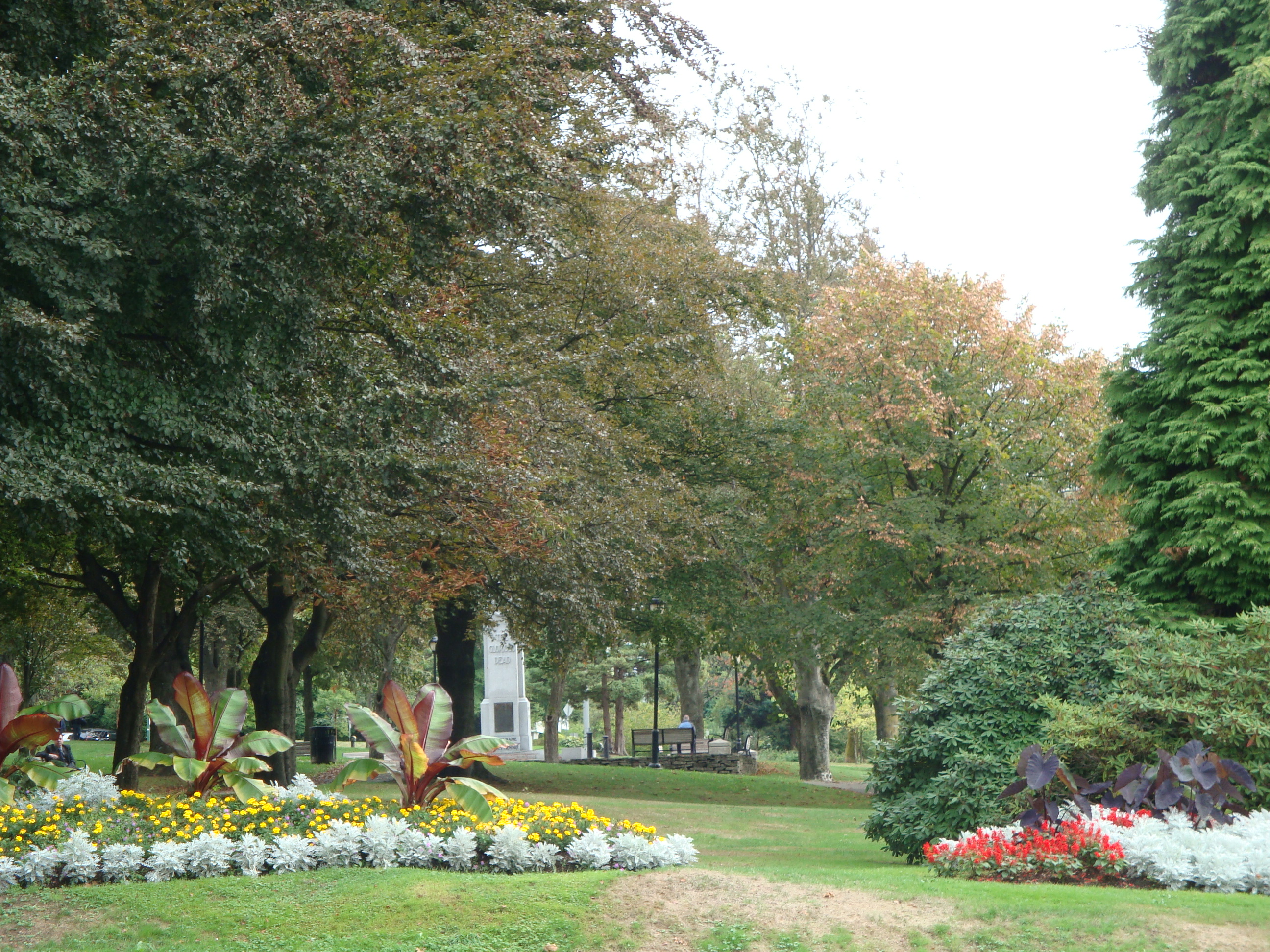
Victoria Park.